# Sternhalma

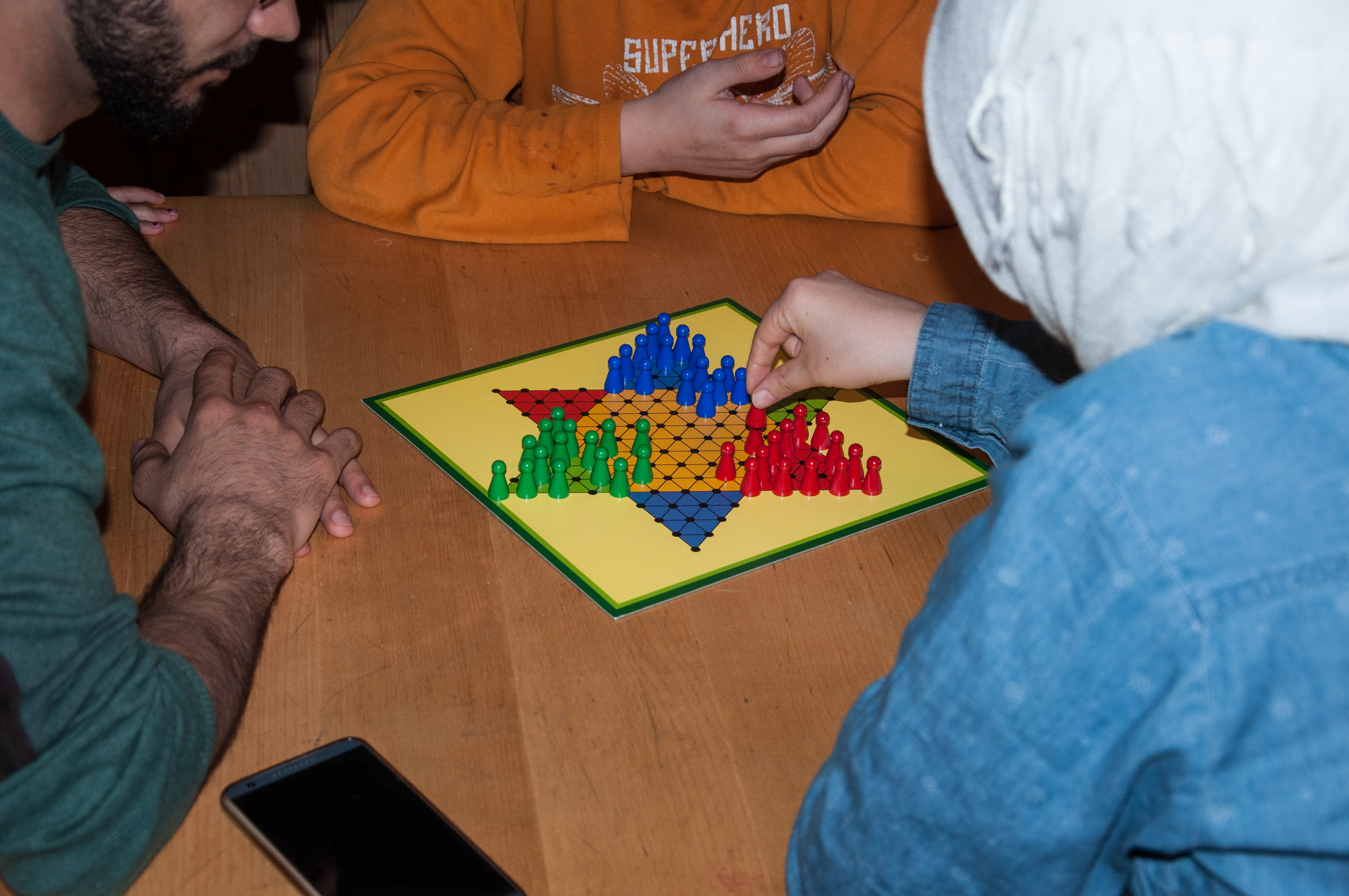
Drei Personen bei einem Sternhalma-Spiel

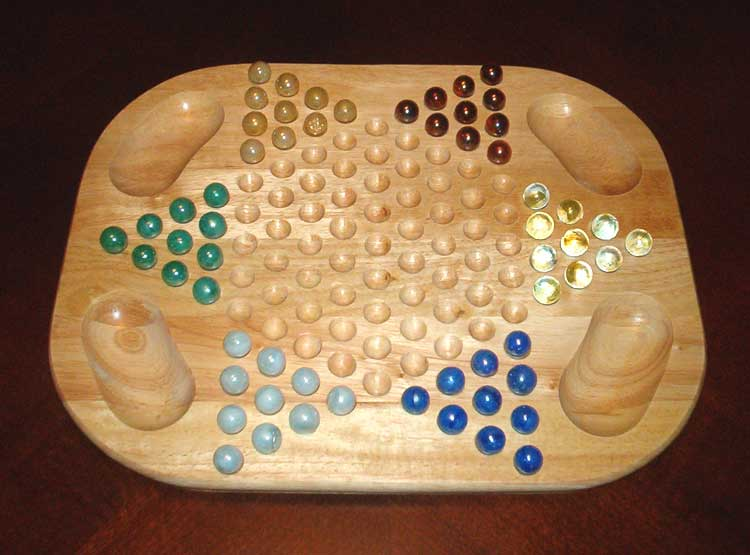
Sternhalma-Spiel aus Holz mit je 10 Kugeln als Spielfiguren für sechs Mitspieler

Sternhalma, auch als Trilma und international als „Chinese Checkers“ bekannt, ist ein Brettspiel für bis zu sechs Personen. Es wird auf einem sternförmigen Spielbrett, dem Halmastern, gespielt, leitet sich jedoch von dem ursprünglichen Halma ab, das auf einem quadratischen Spielbrett gespielt wird. Besonders in Deutschland hat sich Sternhalma als Standardvariante des Halmaspiels durchgesetzt. Sternhalma ist, ebenso wie das klassische Halma, leicht erlernbar und prinzipiell auch für Kinder geeignet. Es bedarf jedoch einiger Übung, um es gut zu spielen.

## Geschichte
Das klassische Halma auf einem quadratischen Spielbrett wurde 1883 vom amerikanischen Chirurgen George Howard Monks erfunden. 1892 meldete die Ravensburger eine Weiterentwicklung des Spiels auf einem hexagonal sternförmigen Spielfeld als Sternhalma zum Patent an, der Erfinder ist jedoch unbekannt. Sternhalma sollte vor allem das Spiel mit drei Personen ermöglichen.
Nachdem Sternhalma ab 1909 durch die Firma J. W. Spear & Söhne zunächst mit mäßigem Erfolg auch in England vertrieben wurde, brachte die amerikanische Pressman Toy Corporation 1928 das Spiel in den Vereinigten Staaten als Hop-Ching Checkers heraus. Später wurde der Name auf Chinese Checkers geändert, wahrscheinlich um vom seinerzeitigen großen Interesse an Ostasien zu profitieren. Das Spiel erlangte in den Vereinigten Staaten große Popularität und zahlreiche Firmen veröffentlichten eigene Versionen des Spiels unter Namen wie Man dar-In, Mah Tong oder Ching-Ka-Chek. Besonders erfolgreich war die Version der Firma L.G. Ballard, die das Spiel unter dem Namen Star Checkers vertrieb. 1941 erhielt schließlich die Milton Bradley Company ein Patent für das Spiel. Ähnlichkeiten haben heutzutage noch Spiele wie Rubido, das aber verschiedene Schwierigkeitsstufen aufweist.
Wegen der vielen im Spielfeld sichtbaren Dreiecke wird das Spiel auch als Trilma bezeichnet.

## Spielweise

Spielfeld für Sternhalma

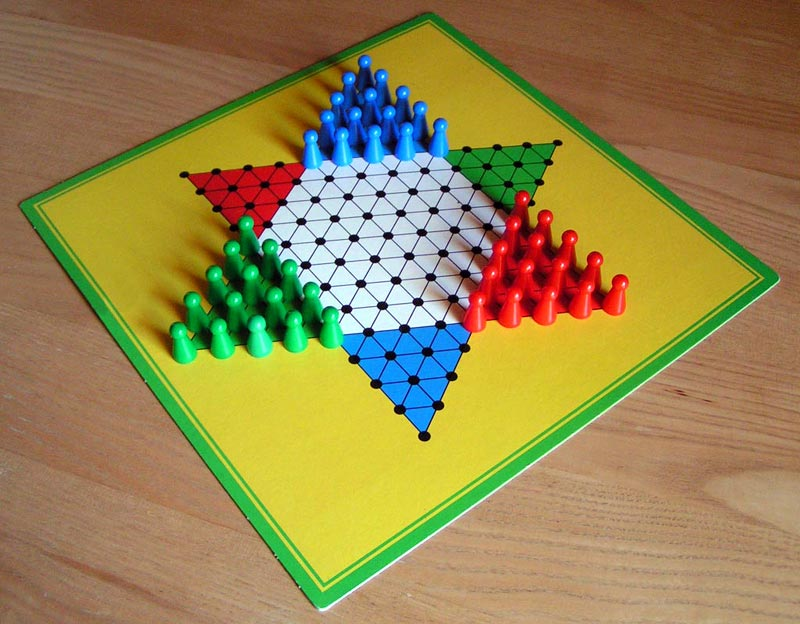
Anfangsaufstellung für drei Spieler

### Spielbrett
Das Spielbrett für Sternhalma kann mit 2 bis 6 Spielern bespielt werden, wurde jedoch ursprünglich vor allem für das Spiel zu dritt entwickelt. Sternhalma unterscheidet sich im Spielziel und der Spielweise nicht vom klassischen Halma, wird jedoch auf einem sternförmigen Spielbrett bestehend aus sechs farbigen dreieckigen Zacken als Start- und Zielfelder und einem sechseckigen Mittenbereich gespielt. Das Spielbrett für Sternhalma hat 121 in einem Dreieckgitter angeordnete Felder, die zusammen die Form des sechszackigen Sterns bilden. Jedes Feld grenzt an bis zu sechs andere Felder. Weil die Felder im Unterschied zum quadratischen Halma rein geometrisch keine Flächen, sondern Punkte auf einem Gitter sind, gibt es 24 Felder, welche den Rand zu einem Haus bilden.
Neben dieser Version können auch andere Versionen des Sternplans genutzt werden, die beispielsweise nur 10 Felder in den Sternzacken besitzen. Neben planen Spielbrettern sind auch Halmasternfelder im Handel, bei denen als Spielfiguren Kugeln in Vertiefungen platziert werden.

### Spielregeln
Die Spielfiguren werden zu Beginn des Spiels in den farbigen Zacken aufgebaut, wobei die Aufstellung abhängig von der Anzahl der Mitspieler geschieht. Bei zwei Mitspielern werden zwei gegenüberliegende Startfelder mit je 15 Spielfiguren aufgebaut. Bei drei Mitspielern bekommt jeder Mitspieler je ein Startfeld mit 15 Spielfiguren, die gegenüberliegenden Felder gleicher Farbe bleiben frei. Bei vier oder sechs Mitspielern bekommt jeder Spieler ein Startfeld gegenüber jeweils einem Gegner, stellt allerdings nur jeweils 10 Spielfiguren auf, die innerste Reihe bleibt frei. Alternativ können beim Spiel zu sechst auch 14 Spielfiguren genutzt werden, allerdings kann dann kaum noch gesprungen werden. Bei fünf Spielern ergibt sich ein asymmetrisches Spiel, bei dem ein Mitspieler einem freien Feld gegenübersteht während alle anderen jeweils einer gegnerischen Farbe gegenüberstehen. 
Das Ziel des Spiels ist bei allen Varianten, die eigenen Spielfiguren mit möglichst wenigen Zügen jeweils in das gegenüberliegende Feld zu bringen. Die Spieler spielen reihum und ziehen jeweils eine Figur. Die Figuren bewegen sich innerhalb des Liniennetzes von Punkt zu Punkt, also immer nur schräg vorwärts, schräg rückwärts oder seitwärts. Dabei dürfen die Figuren entweder entlang der Verbindungslinien zwischen den Spielpunkten um jeweils einen Schritt auf einen angrenzenden freien Punkt verschoben werden oder andere Spielfiguren der eigenen und fremder Farbe übersprungen werden. Voraussetzung für das Überspringen ist, dass sich hinter der übersprungenen Figur in gerader Linie ein freies Feld befindet. Dabei können auch mehrere Sprünge hintereinander erfolgen, wenn dies möglich ist. Dadurch können lange Sprungfolgen entstehen und die beste Möglichkeit, schnell ins Ziel zu kommen, ist die Bildung von „Leitern“, entlang derer der Spieler mehrere Kegel über lange Strecken durch Überspringen bewegen kann. Gewonnen hat der Spieler, der zuerst alle seine Spielfiguren im Zielfeld hat.

## Spielvarianten

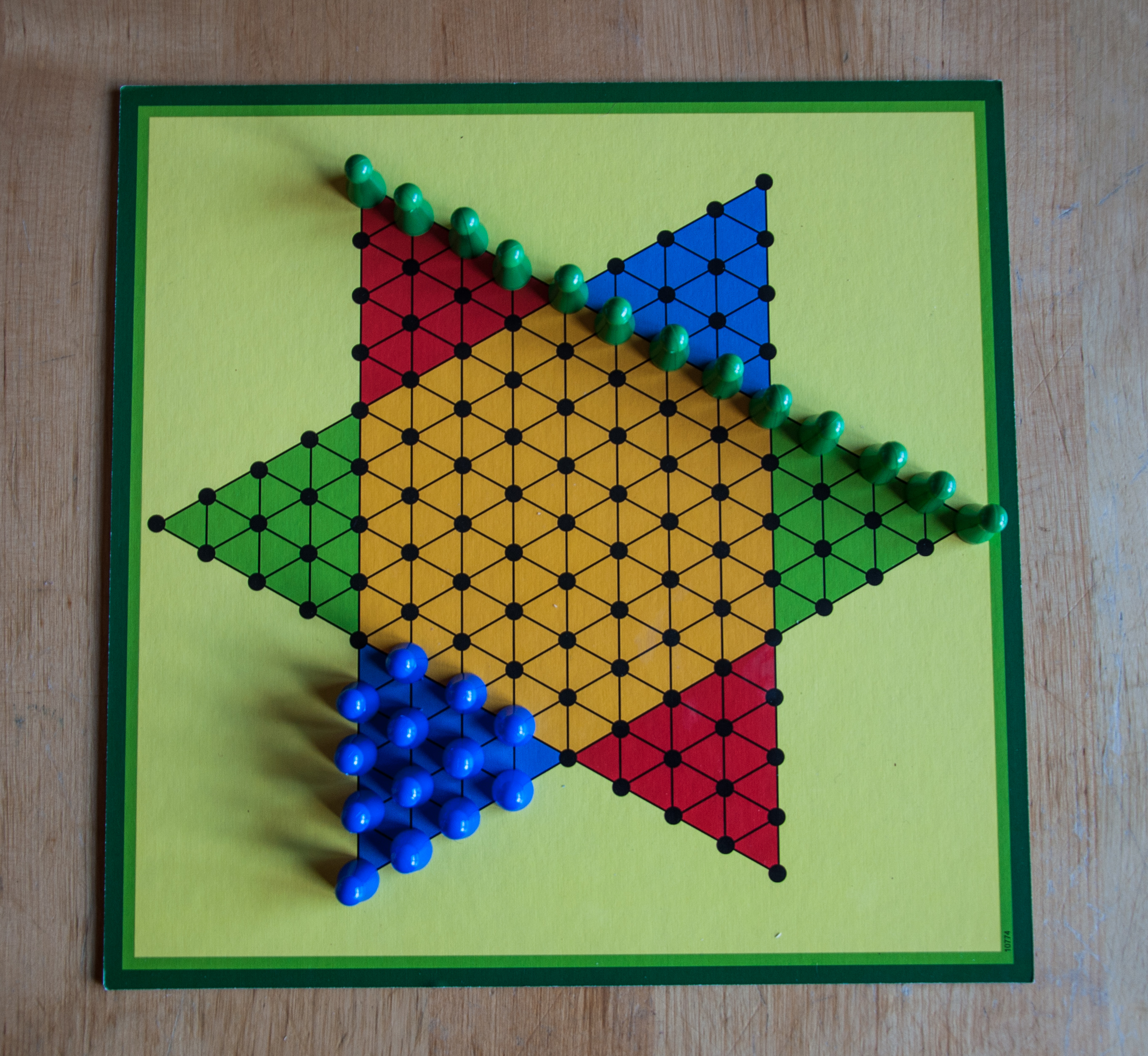
Connection als Sternhalma-Variante: Die blauen Spielfiguren stellen die Anfangsstellung, die grünen die Zielstellung dar.

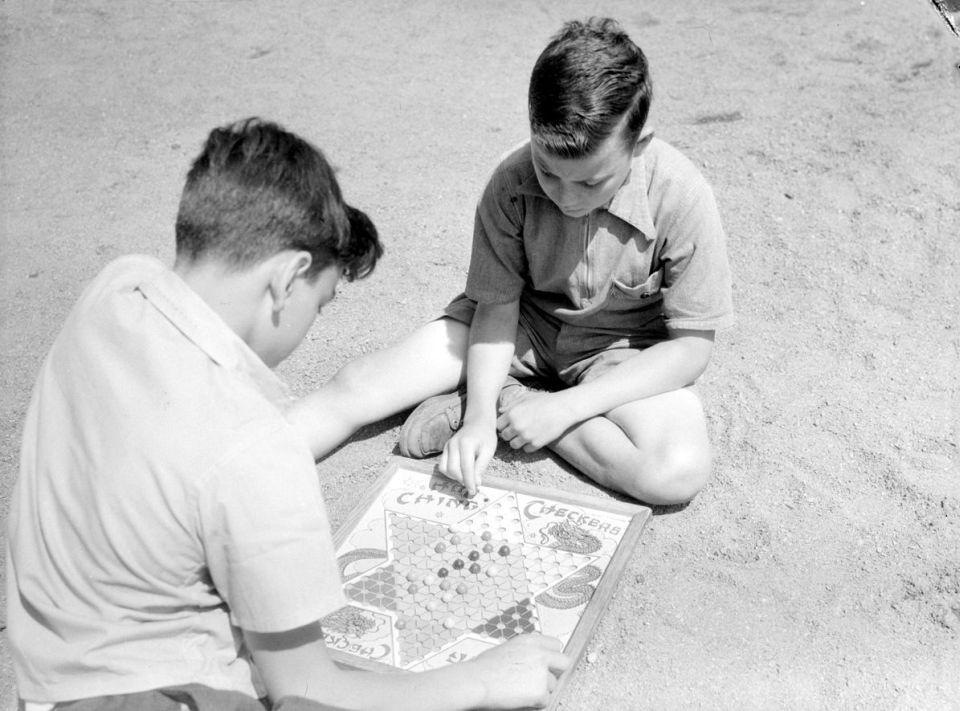
Zwei Kinder mit einem Sternhalma-Spiel (1942)

Wie bei vielen klassischen Brettspielen gibt es auch beim Sternhalma einige Varianten vom Standardspiel, die in Spielesammlungen und ähnlichen Dokumentationen gesammelt werden. Zu den einfachsten Varianten gehört dabei die Übernahme von mehr als einer Farbe durch jeden Spieler beim Spiel zu zweit, sodass ein einzelner Spieler seine eigenen Figuren durch seine zweite Farbe unterstützen kann. Das gleiche Prinzip liegt auch dem Teamspiel zu Grunde, bei dem im Spiel zu vier oder sechs Spielern jeweils zwei Spieler ein Team bilden und sich gegenseitig unterstützen. Beim Teamspiel kann zudem vereinbart werden, dass ein Spieler, der seine eigenen Figuren bereits im Zielfeld hat, den Partner während seines Zuges unterstützen kann.
Beim Sprunghalma wird nach den Grundregeln gespielt, allerdings wird die Sprungregel verändert. Es ist in dieser Version erlaubt, aus beliebiger Entfernung über eine andere Figur zu springen, wenn man im gleichen Abstand dahinter landen kann und keine weitere Figur dabei übersprungen wird.
Weitere Varianten, die nach den Grundregeln der Züge und den Sprungregeln auf dem Sternhalmabrett gespielt werden, jedoch gänzlich andere Spielziele haben, sind etwa Gefangen und Connection. Bei Connection können zwei bis drei Mitspieler teilnehmen. Jeder Spieler bekommt jeweils 13 Spielfiguren und stellt diese in seinem Startfeld so auf, dass die beiden inneren Eckfelder frei bleiben. Die einzelnen Spieler stehen sich dabei nicht gegenüber, das jeweils gegenüberliegende Feld bleibt also frei. Ziel jedes Spielers ist es, mit den eigenen Spielfiguren eine ununterbrochene Linie zu bilden, die eine beliebige Sternspitze mit einer anderen verbindet. Gefangen ist ein Schlagspiel, bei dem zu Spielbeginn 60 Spielfiguren in den Innenraum gestellt werden, wobei der mittlere Punkt frei bleibt. Die Spieler ziehen und springen nun abwechselnd mit beliebigen Figuren und versuchen dabei möglichst viele andere Figuren zu überspringen. Übersprungene Figuren werden aus dem Feld genommen und gesammelt, wer am Ende die meisten Figuren gesammelt hat, hat gewonnen.

## Sternhalma als Solospiel
Sowohl auf dem klassischen quadratischen Halmabrett wie auch auf dem Sternhalmafeld kann Halma auch als Solospiel gespielt werden. Dabei füllt der Spieler ein Startfeld des Planes wie beim Spiel mit mehreren Mitspielern mit 15 Spielfiguren auf und versucht nun, seine Figuren mit möglichst wenigen Zügen in das Zielfeld zu bringen. Die Regeln entsprechen dabei dem klassischen Halmaspiel.
Auch die oben beschriebene Spielvariante Connection kann als Solospiel gespielt werden.

## Weitere Spiele auf dem Sternhalmaplan
Neben den Spielen, die sich an den klassischen Regeln des Halma orientieren, können auch andere Spiele auf dem Sternhalmaplan gespielt werden. Zu den bekanntesten Spielen, die sowohl auf dem klassischen wie auf dem Sternhalmaplan gespielt werden, gehört das Würfelbrettspiel Rakado oder Racado. Bei diesem Spiel für zwei bis drei Spieler werden wie beim Halmastern die Startfelder mit 15 Spielfiguren besetzt. Die Spieler bekommen zusätzlich einen Spielwürfel und würfeln abwechselnd. Die Spieler ziehen dann jeweils eine Figur in gerader Linie vorwärts, dürfen dabei jedoch nicht springen und müssen die volle Augenzahl nutzen. Steht am Zielfeld eine gegnerische Figur, wird diese geschlagen und aus dem Spiel genommen. Es besteht Schlagzwang und ein Spieler, der dies nicht berücksichtigt, verliert die Figur, mit der er hätte ziehen müssen. Ziel des Spiels ist es, möglichst viele eigene Spielfiguren ungeschlagen in das gegenüberliegende Zielfeld zu bekommen. Figuren, die dort angekommen sind, dürfen nicht mehr geschlagen werden und können auch nicht mehr schlagen.
Ein weiteres Spiel, bei dem ein Würfel genutzt wird, ist die Verfolgungsjagd. Diese ähnelt den Pachisi-Varianten, wird jedoch auf dem Sternhalma-Brett gespielt. Die Spieler starten dabei jeweils mit einer Figur von einem Spitzenfeld des Spielplans und die Spieler würfeln der Reihe nach beginnend von dem Spieler, der bei der Auslosung die höchste Zahl geworfen hat. Die Spielfiguren werden entsprechend den Würfelzahlen entlang des Rands des Spielplans gezogen, bei einer Eins wird nochmal gewürfelt. Ziel ist es, die Spielfiguren der anderen Mitspieler einzuholen und zuerst wieder das eigene Startfeld zu erreichen. Erreicht ein Spieler genau das Feld, auf dem eine gegnerische Spielfigur steht, wird diese geschlagen und beginnt erneut vom jeweiligen Startpunkt. Der Zielpunkt muss genau erreicht werden, Würfe mit höherer Punktzahl verfallen.

## Belege
1. 1 2 3  „Halma“ In: Robert E. Lembke: Das große Haus- und Familienbuch der Spiele. Lingen Verlag, Köln o. J.; S. 141–142.
2. 1 2 3 4 5  Rodney P. Carlisle: Encyclopedia of Play in Today’s Society, Band 1, SAGE, 2009, S. 137
3. 1 2 3  „Sternhalma.“ In: Erwin Glonnegger: Das Spiele-Buch. Brett- und Legespiele aus aller Welt - Herkunft, Regeln und Geschichte. Neuauflage Drei Magier Verlag, Uehlfeld 1999; S. 204–205. ISBN 3-9806792-0-9.
4. 1 2  Halma (Memento des Originals vom 10. April 2016 im Internet Archive)  Info: Der Archivlink wurde automatisch eingesetzt und noch nicht geprüft. Bitte prüfe Original- und Archivlink gemäß Anleitung und entferne dann diesen Hinweis. auf geschicklichkeitsspiel.org; abgerufen am 9. April 2016.
5. 1 2 3 4  „Halma zu dritt“ In: Erhard Gorys: Das Buch der Spiele. Manfred Pawlak Verlagsgesellschaft, Herrsching o. J.; S. 236–238.
6. ↑  „Halma zu sechst“ In: Erhard Gorys: Das Buch der Spiele. Manfred Pawlak Verlagsgesellschaft, Herrsching o. J.; S. 236–238.
7. 1 2 3 4 5 6  „Halma“-Regeln und Varianten in einer Spieleanleitung von Schmidt Spiele. (Volltext (Memento des Originals vom 16. April 2016 im Internet Archive)  Info: Der Archivlink wurde automatisch eingesetzt und noch nicht geprüft. Bitte prüfe Original- und Archivlink gemäß Anleitung und entferne dann diesen Hinweis.)
8. ↑  „Halma Solo“ in einer Spieleanleitung des Ravensburger Verlags, S. 2. (Volltext)
9. ↑  „Verfolgungsjagd“ in Die große Spielesammlung - Premium-Edition (Memento des Originals vom 5. April 2016 im Internet Archive)  Info: Der Archivlink wurde automatisch eingesetzt und noch nicht geprüft. Bitte prüfe Original- und Archivlink gemäß Anleitung und entferne dann diesen Hinweis. von Schmidt Spiele, S. 3.